# Троймер, Клаус
Клаус Иоганнес Троймер (нем. Klaus Johannes Träumer; род. 27 января 1940, Зёбриген) — восточногерманский хоккеист на траве, полевой игрок. Участник летних Олимпийских игр 1964 и 1968 годов.

## Биография
Клаус Троймер родился 27 января 1940 года в немецком районе Зёбриген города Дрезден.
Играл в хоккей на траве за «Мотор» из Йены. В его составе по пять раз становился чемпионом ГДР по хоккею на траве (1962—1963, 1965—1967), четыре раза — по индорхоккею (1961—1962, 1965—1966).
В 1962 году дебютировал в сборной ГДР.
В 1964 году вошёл в состав сборной ОГК по хоккею на траве на летних Олимпийских играх в Токио, занявшей 5-е место. В матчах не участвовал.
В 1968 году вошёл в состав сборной ГДР по хоккею на траве на летних Олимпийских играх в Мехико, занявшей 11-е место. Играл в поле, провёл 3 матча, мячей не забивал.
В 1962—1968 годах провёл за сборную ГДР 34 матча.